# Новодмитрівська сільська територіальна громада
Новодмитрівська сільська громада — територіальна громада в Україні, в Золотоніському районі Черкаської області. Адміністративний центр - село Нова Дмитрівка. Утворена Розпорядженням Кабінету Міністрів України від 12 червня 2020 року. Площа громади - 359.4 км², чисельність населення - 10196 осіб.

## Адміністративно-територіальний устрій
До складу громади увійшло 9 сільських рад:
- Антипівська
- Вільхівська
- Дмитрівська
- Домантівська
- Драбовецька
- Ковтунівська
- Новодмитрівська
- Подільська
- Скориківська

Вони включали 18 населених пунктів, що стали членами громади.
з них 16 сіл:
- Антипівка
- Бакаївка
- Вільхи
- Дмитрівка
- Домантове
- Драбівці
- Ковтуни
- Львівка
- Маркізівка
- Матвіївка
- Мелесівка
- Мицалівка
- Нова Дмитрівка
- Подільське
- Сеньківці
- Скориківка

та два селища:
- Дібрівка
- Холодне

## Населення

### Мова
Розподіл населення населених пунктів громади за рідною мовою за даними перепису 2001 року:
| Мова            | Чисельність, осіб | Відсоток |
| --------------- | ----------------- | -------- |
| Українська      | 12 197            | 96,50%   |
| Російська       | 377               | 2,98%    |
| Вірменська      | 17                | 0,13%    |
| Білоруська      | 10                | 0,08%    |
| Румунська       | 10                | 0,08%    |
| Інші/Не вказали | 29                | 0,23%    |
| Разом           | 12 640            | 100%     |